# Klockriketeatern
Klockriketeatern är en finlandssvensk teater i Helsingfors. Sitt namn har teatern från den första produktionen, en uppsättning av Harry Martinsons Vägen till Klockrike (1991). Teatern grundades officiellt 1994 av bland andra Kristin Olsoni och Martin Kurtén, som tillsammans ledde teatern under många år. Dan Henriksson är teaterchef sedan år 2005.
Klockriketeatern är en nomadteater utan fast scen – teatern samarbetar med andra konstnärer, grupper och teatrar både i Finland och internationellt. Idag är Klockriketeatern en av de ledande fria teatrarna i Finland, både sett till konstnärliga kvaliteter och finansiering.
Flerspråkighet som konstnärligt val och produktionsteknisk lösning hör till teaterns specialkunnande. 
Den största produktionen hittills, Aniara: Fragment ur tid och rum (2019–2021), var ett samarbete med den Grammy-prisbelönta kammarkören The Crossing från USA. Musikföreställningen baserar sig på Harry Martinsons rymdepos Aniara, med musik av Robert Maggio och libretto av Dan Henriksson.

## Uppsättningar
- Silver och jag, ett melodrama (2021)
- Julius Caesar av William Shakespeare (2020-2021)
- Svaret är nej! av Christer Kihlman, ett hörspel (2020)
- Aniara – fragment ur tid och rum av Dan Henriksson och Robert Maggio, baserad på Harry Martinsons roman (2019-2021)
- Marat/Sade av Peter Weiss (2019)
- Språket är Lustgård – en poesiföreställning med Harry Martinsons texter, tillsammans med Stina Ekblad och Ylva Ekblad (2018)
- De langerhanska öarna av Susanne Ringell (2018)
- Ice av Vladimir Sorokin (2018)
- Noitavaino av Akse Pettersson (2016)
- Three Musketeers east of Vienna av Valters Silis (2016)
- Vägen revisited (2015)
- Nästa andetag av Duncan MacMillan (2015)
- Sylvi av Minna Canth (2014)
- Slutspel av Samuel Beckett (2013)
- Morbror Vanja av Anton Tjechov (2011)
- Tango med mamma av Jordi Galceran (2010)
- Simma näck av Susanne Ringell (2009)
- Jag är vinden av Jon Fosse (2008)
- Fundamentalisten av Juha Jokela (2008)
- Product av Mark Ravenhill (2008)
- Silver och jag av Juan Ramón Jiménez (2007)
- En klänning av snö av Tua Forsström (2007)
- Sonen (2006)
- Fuga av Kristin Olsoni/Klaus F. Hempfling (2005)
- Spoonface av Lee Hall (2005)
- Skrattet, sorgen, potatislandet av och med Vivi-Ann Sjögren (2004)
- Vakna, skogshuggare hommage till Pablo Neruda (2004)
- Under Katalpaträdet av Kristin Olsoni/Harry Martinson (2004)
- When she danced av Martin Sherman (2003)
- Trånga skor av Gunilla Hemming/Markku Luuppala i samarbete med arbetsgruppen (2003)
- Mr. Green får besök av Jeff Baron (2003)
- Klassfiende av Nigel Williams (2002)
- Fisken kan sjunga hommage till Halldór Laxness (2002)
- Det kommer aldrig att ske (ny bearbetning) med gästspel på Svenska Teatern i Helsingfors, i Stockholm och i S:t Petersburg (2002)
- Axel av Oskar Silén/Bo Carpelan (2001)
- Ministerns gardiner av Agneta Ara (2001)
- Fou-rou av Frank Skog/Irving Stone (2001)
- Om månen, finlandssvenskarna och alla de andra, Lars Huldén-kabaré (2001)
- Mrs Almeida av Johannes V. Jensen (2000)
- Livet och solen av Frans E. Sillanpää (2000)
- Drömmar om rosor och eld av Eyvind Johnson (2000)
- Svält av Knut Hamsun (1999)
- Själavård vid jökeln av Halldór Laxness (1999)
- Svaret är nej! av Christer Kihlman (1999)
- Det kommer aldrig att ske av Kristin Olsoni/Arvid Järnefelt (1999)
- Kärnfall, kärnkraftskabaré (1998)
- 2,7 Kelvin av Kjell Lindblad (1998)
- Dalens sånger av Athol Fugard (1997)
- Snurra min jord, dikt- och sångprogram (1995)
- Taivasalla av Steve Tesich (1996)
- Stjärnhimlen över oss av Steve Tesich (1995)
- Nysningen av Anton Tjechov och Neil Simon (1994)
- Vägen till Klockrike av Harry Martinson (1991)